# Электроэпиляция

Переменный ток вызывает тепло, в результате свёртывание белка и распад фолликула

Электроэпиля́ция (от лат. pilus — волос) — метод перманентного удаления волос с помощью электрического разряда, направленного непосредственно на волосяную луковицу.
По результатам клинических исследований электроэпиляция является единственным методом удаления волос навсегда. Американский государственный орган Food and Drug Administration, контролирующий в том числе и медицину, разрешает использовать пометку «permanent hair removal» (удаление волос навсегда) исключительно для этого метода эпиляции, тогда как фото- и лазерная эпиляция позиционируются как «permanent reduction» — постоянное сокращение.

## Виды электроэпиляции
Основные методики электроэпиляции: электролиз, термолиз, флеш- и бленд-методы.
Электролиз. Электрод в форме иглы вводится в волосяную луковицу, а затем идёт подача тока в луковицу и происходит реакция электролиза. Побочный эффект: болезненность процедуры, раздражение.
Термолиз. Данная методика электроэпиляции основана на высокочастотном токе с малой длительностью, в результате чего волосяная луковица разрушается тепловым эффектом. Побочный эффект: болезненность процедуры, раздражение.
Бленд-метод, данная методика комбинирует электролиз и термолиз. Скорость проведения удаления меньше, чем у термолиза, но и болезненность процедуры ниже чем у термолиза.
Флеш-метод, это методика проведения термолиза с током высокой частоты. Импульс тока длится тысячные доли секунды, что позволяет избежать болезненных ощущений.
Пинцетный метод, это методика проведения электроэпиляции с пинцетом и током высокой частоты. Процедура безболезненная, волосяной фолликул разрушается за несколько сеансов.

## Медицинские показания к электроэпиляции
Электроэпиляция показана:
- для удаления волос на коже через 8-12 месяцев после лечения невуса[5],
- для удаления бороды трансгендерным женщинам[1],
- для удаления волос у женщин в качестве составной части лечения гирсутизма (избыточного роста волос)[6],
- в случае необходимости удаления волос перед кардиохирургической операцией для уменьшения инокуляции бактерий в рану[7],
- для удаления в день операции коронарного шунтирования волос там где планируются разрезы для предотвращения нагноения послеоперационной раны[8].